# Лиситеја (митологија)
Лиситеја је у грчкој митологијији било име више личности.

## Митологија
- Била је једна од Океанида и Зевсова љубавница.[1]
- Клемент од Александрије је спомиње као Евенову кћерку и Хеленову мајку.[1][2]
- Лиситеја је још једно име које се појављује у другим изворима за Семелу, кћерку Кадма и Хармоније.[1]